# Lucembursko na Letních olympijských hrách 2016
Lucembursko se účastnilo Letních olympijských her 2016 a zastupovalo ho 10 sportovců v 5 sportech (5 mužů a 5 žen). Vlajkonošem výpravy během zahájení her byl tenista Gilles Müller. Během zakončení her byla vlajkonoškou stolní teniska Ni Sia-lien. Nejmladším z týmu byla Julie Meynen, které bylo v době konání her 19 let. Nejstarší z týmu byla Ni Sia-lien, které bylo v době konání her 53 let. Nikomu z výpravy se během her nepodařilo získat medaili.

## Atletika
Před olympijskými hrami v Rio de Janeiru závodili lucemburští atleti naposledy na olympijských hrách v Athénách v roce 2004. V roce 2016 Lucembursko reprezentovali Charles Grethen a Charline Mathias. Oba závodili v běhu na 800 m. Rozběhy závodu mužů se konaly na stadionu Estádio Olímpico Nilton Santos dne 12. srpna 2016. Charles Grethen nastoupil do sedmého rozběhu. Zaběhl čas 1:48,93 a skončil ve svém běhu pátý. To na postup do semifinále nestačilo.
Rozběhy v závodu žen v běhu na 800 m se uskutečnily 17. srpna 2016. Charline Mathias nastoupila do šestého rozběhu. S časem 2:09,30 skončila ve svém běhu poslední a do dalšího kola nepostoupila.
| portovec         | Disciplína   | Rozběh  | Rozběh | Semifinále  | Semifinále  | Finále      | Finále      |
| portovec         | Disciplína   | Čas     | Pořadí | Čas         | Pořadí      | Čas         | Pořadí      |
| ---------------- | ------------ | ------- | ------ | ----------- | ----------- | ----------- | ----------- |
| Charles Grethen  | 800 m – muži | 1:48,93 | 5.     | nepostoupil | nepostoupil | nepostoupil | nepostoupil |
| Charline Mathias | 800 m – ženy | 2:09,30 | 8.     | nepostoupil | nepostoupil | nepostoupil | nepostoupil |

## Cyklistika
Lucembursko reprezentovali tři závodníci v silniční cyklistice, jeden muž a dvě ženy. Na olympijské hry se Fränk Schleck kvalifikoval na základě svého nejlepšího individuálního umístění v roce 2015 v UCI World Tour. Chantal Hoffmann a Christine Majerus se na hry kvalifikovaly na základě svého umístění mezi 22 nejlepšími národnostmi v žebříčku UCI World Ranking v roce 2016.
| Sportovec/Sportovkyně | Disciplína                       | Čas      | Pořadí |
| --------------------- | -------------------------------- | -------- | ------ |
| Fränk Schleck         | Závod s hromadným startem – muži | 6:13:36  | 20.    |
| Chantal Hoffmann      | Závod s hromadným startem – ženy | DNF      | DNF    |
| Christine Majerus     | Závod s hromadným startem – ženy | 3:56:34  | 18.    |
| Christine Majerus     | Časovka – ženy                   | 48:16,17 | 22.    |

## Plavání
V plavání zemi reprezentovali dva muži a jedna žena. Pro Laurenta Carnola to byla jeho třetí olympijská účast. Startoval v závodu mužů 100 m prsa. Rozplavby se konaly 6. srpna 2016. Zaplaval čas 1:00,88 a celkově skončil na 27. místě. Druhým závodem, ve kterém Carnol startoval, byl závod mužů 200 m prsa. Rozplavby se konaly 9. srpna 2016. Zaplaval čas 2:11,94 a celkově skončil na 21. místě.
Raphaël Stacchiotti v Riu de Janeiru startoval na svých čtvrtých olympijských hrách. Na těchto hrách startoval ve třech závodech. Jako první se konal polohový závod na 400 m. Dne 6. srpna 2016 Stacchiotti zaplaval čas 4:20,37. Jeho výkon na postup nestačil a skončil tak celkově na 23. místě. Dne 9. srpna 2016 se konal závod na 100 m volným způsobem. Zaplaval čas 50,79 sekund, který na postup do semifinále nestačil. Celkově obsadil 43. místě. Rozplavby polohového závodu na 200 m se konaly 10. srpna 2016. V tomto závodu se zaplavaným časem 2:00,21 celkově skončil na 21. místě.
Pro 19letou Julie Meynen byla olympiáda v Riu de Janeiru její první olympijskou účastí. Dne 10. srpna 2016 startovala v závodu na 100 m volným způsobem. S časem 55,09 skončila na 25. místě a do dalšího kola nepostoupila. Rozplavby závodu na 50 m volným způsobem se konaly 12. srpna 2016. Meynen s časem 25,12 sekundy obsadila celkově 26. místo.
| Sportovec           | Disciplína                  | Rozplavba | Rozplavba | Semifinále   | Semifinále   | Finále       | Finále       |
| Sportovec           | Disciplína                  | Čas       | Pořadí    | Čas          | Pořadí       | Čas          | Pořadí       |
| ------------------- | --------------------------- | --------- | --------- | ------------ | ------------ | ------------ | ------------ |
| Laurent Carnol      | 100 m prsa – muži           | 1:00,88   | 27.       | nepostoupil  | nepostoupil  | nepostoupil  | nepostoupil  |
| Laurent Carnol      | 200 m prsa – muži           | 2:11,94   | 21.       | nepostoupil  | nepostoupil  | nepostoupil  | nepostoupil  |
| Raphaël Stacchiotti | 100 m volný způsob – muži   | 50,79     | 43.       | nepostoupil  | nepostoupil  | nepostoupil  | nepostoupil  |
| Raphaël Stacchiotti | 200 m polohový závod – muži | 2:00,21   | 21.       | nepostoupil  | nepostoupil  | nepostoupil  | nepostoupil  |
| Raphaël Stacchiotti | 400 m polohový závod – muži | 4:20,37   | 23.       | N/A          | N/A          | nepostoupil  | nepostoupil  |
| Julie Meynen        | 50 m volný způsob – ženy    | 25,12     | 26.       | nepostoupila | nepostoupila | nepostoupila | nepostoupila |
| Julie Meynen        | 100 m volný způsob – ženy   | 55,09     | 25.       | nepostoupila | nepostoupila | nepostoupila | nepostoupila |

## Stolní tenis
Pro Ni Sia-lien byly olympijské hry v Rio de Janeiru její pátou olympijskou účastí. V době konání těchto her jí bylo 53 let. Na olympiádu byla pozvána ITTF spolu s dalšími šesti hráčkami vysoce postavenými v žebříčku, které se ještě nekvalifikovaly na olympijský turnaj. Dne 6. srpna 2016 nastoupila do prvního kola turnaje ve dvouhře žen. V něm porazila brazilskou stolní tenisku a postoupila do druhého kola. Dne 7. srpna 2016 se ve druhém kole postavila španělské reprezentantce, kterou také dokázala porazit a postoupila tak do třetího kola. Dne 8. srpna 2016 podlehla singapurské stolní tenisce Feng Tianwei a v turnaji dále nepostoupila. Celkově skončila na sdíleném 17. místě.
| Sportovkyně | Disciplína     | Základní část | První kolo              | Druhé kolo            | Třetí kolo              | Osmifinále   | Čtvrtfinále  | Semifinále   | Finále/Bronzová medaile | Pořadí |
| Sportovkyně | Disciplína     | Soupeř        | Soupeř                  | Soupeř                | Soupeř                  | Soupeř       | Soupeř       | Soupeř       | Soupeř                  | Pořadí |
| ----------- | -------------- | ------------- | ----------------------- | --------------------- | ----------------------- | ------------ | ------------ | ------------ | ----------------------- | ------ |
| Ni Sia-lien | Dvouhra – ženy | Bye           | Luca Kumahara VÝHRA 4–3 | Shen Yanfei VÝHRA 4–3 | Feng Tianwei PROHRA 2–4 | nepostoupila | nepostoupila | nepostoupila | nepostoupila            | =17.   |

## Tenis
V tenisu Lucembursko reprezentoval Gilles Müller, který startoval již na olympijských hrách v Londýně v roce 2012. Ve světovém žebříčku ATP ke dni 6. června 2016 figuroval na 44. místě, což ho přímo kvalifikovalo na olympijský turnaj. V prvním kole 7. srpna 2016 nastoupil proti polskému tenistovi Janowiczovi, kterého porazil ve třech setech a postoupil tak do dalšího kola. Ve druhém kole 8. srpna 2016 porazil francouzského tenistu Tsongu. Dne 11. srpna 2016 prohrál se španělským tenistou Robertem Bautistou a do dalšího kola tak nepostoupil.
| Sportovec     | Disciplína     | 1/64                                      | 1/32                              | 1/16                                       | Čtvrtfinále | Semifinále  | Finále/Bronzová medaile | Pořadí |
| Sportovec     | Disciplína     | Soupeř                                    | Soupeř                            | Soupeř                                     | Soupeř      | Soupeř      | Soupeř                  | Pořadí |
| ------------- | -------------- | ----------------------------------------- | --------------------------------- | ------------------------------------------ | ----------- | ----------- | ----------------------- | ------ |
| Gilles Müller | Dvouhra – muži | Jerzy Janowicz VÝHRA 7–5, 1–6, 7–6(12–10) | Jo-Wilfried Tsonga VÝHRA 6–4, 6–3 | Roberto Bautista Agut PROHRA 4–6, 6–7(4–7) | nepostoupil | nepostoupil | nepostoupil             | =9.    |